# The Dark Element
The Dark Element est un groupe de metal symphonique formé par l’ancienne chanteuse de Nightwish Anette Olzon et l’ancien guitariste et fondateur du groupe de power metal Sonata Arctica, Jani Liimatainen.

## Biographie
En 2016, le label Frontiers Records a proposé à Jani Liimatainen d'enregistrer et de sortir un nouvel album. Liimatainen pensait alors travailler avec une chanteuse, contrastant ainsi avec ses précédents projets. Le label lui a donc proposé de collaborer avec Anette Olzon.
Le projet a été annoncé le 29 août 2017. Leur premier album, du même nom, est sorti le 10 novembre 2017. Le bassiste Jonas Kuhlberg et le batteur Jani Hurula (tous deux membres du groupe Cain's Offering) ont participé à son enregistrement.
The Dark Element a donné son premier concert au Sweden Rock Festival le 7 juin 2018.
Leur deuxième album, Songs the Night Sings, a été enregistré avec leur nouveau batteur, Rolf Pilve (de Stratovarius), et est sorti le 8 novembre 2019.

## Membres
Membres actuels
- Anette Olzon – chant solo (depuis 2017)
- Jani Liimatainen –  guitare, claviers (depuis 2017)
- Jonas Kuhlberg – basse (depuis 2017)
- Rolf Pilve – batterie (depuis 2019)

Anciens membres
- Jani "Hurtsi" Hurula – batterie (2017–2019)

## Discographie
- 2017 : The Dark Element
- 2019 : Songs the Night Sings